# 321802 Malaspina
321802 Malaspina este o planetă minoră (asteroid), cu un diametru de 5,248 km, din centura de asteroizi. A fost descoperită pe 15 septembrie 1977 la Observatorul Siding Spring de . 
Obiectul prezintă o orbită caracterizată de o semiaxă mare de 3,09277452257 UAi, o excentricitate de 0,21709021092776, o înclinație de 24,603991769714 ° în raport cu ecliptica.